# 南部幕子
南部 幕子（なんぶ まくこ、寛文13年（1673年）1月2日‐享保13年（1728年）8月19日）は、豊後国佐伯藩の藩主毛利高久の正室、ついで和泉国陶器藩の藩主小出重興の正室。

## 生涯
寛文13年1月2日に江戸の盛岡藩邸に盛岡藩藩主南部行信の五女として生まれる。貞享元年（1684年）12月9日に幕府から佐伯藩主毛利高久との結婚が許可された。
貞享4年（1688年）4月23日に領国への帰国が認められた南部行信の元に南部幕子が毛利高久の情緒が不安定で生活が乱れていることを理由に実家である南部家に逃げ帰った。父南部行信と祖父南部重信は説得を試みたが気持ちは変わらず毛利家に離婚を申し入れ同年5月16日に老中阿部正武に離婚を申し入れ5月19日に離婚した。7年後の元禄7年（1694年）5月2日に陶器藩主小出重興と縁組し元禄9年（1696年）2月26日に婚礼が行われた。しかし3月末から体調が悪化、弟の重昌を養子にするように願い出たが同年4月9日に幕府の許可が出る前に死亡した。幕子については南部家が引き取るという話も出たが小出家の要望により、そのまま残ることになった。しかし同年8月7日に重昌が死去し改易されると南部家に引き取られた。その後は盛岡で暮らし、光源院と称し黄檗宗大慈寺に、夫の重興の位牌を納めている。享保13年8月19日に死亡し遺言に従い大慈寺に葬られた。